# Famalicão (stacja kolejowa)
Famalicão (port: Estação Ferroviária de Famalicão) – przystanek kolejowy w Vila Nova de Famalicão, w dystrykcie Braga, w Portugalii. Znajduje się na Linha do Minho. Jest obsługiwana przez pociągi wszystkich kategorii w tym CP Urbanos do Porto i Alfa Pendular. W latach 1881–1995 była stacją końcową na Linha da Póvoa.

## Historia
Stacja znajduje się na odcinku Linha do Minho między Campanhã i Nine, która weszła do służby wraz z Ramal de Braga 21 maja 1875 r.

## Linie kolejowe
- Linha do Minho
- Linha da Póvoa